# Iżory (stacja kolejowa)
Iżory (ros. Ижоры) – towarowa stacja kolejowa w miejscowości Petersburg, w Rosji. Położona jest na linii Petersburg - Mga.